# EC 1.14.99
La EC 1.14.99 è una sotto-sottoclasse della classificazione EC relativa agli enzimi. Si tratta di una sottoclasse delle ossidoreduttasi che include enzimi che agiscono su donatori di elettroni accoppiati, con O2 come ossidante ed incorporazione di un atomo di ossigeno all'interno di ogni donatore (l'ossigeno incorporato non deriva necessariamente da O2).

## Enzimi appartenenti alla sotto-sottoclasse
| numero EC     | nome accettato                                   |
| ------------- | ------------------------------------------------ |
| EC 1.14.99.1  | prostaglandina-endoperossido sintasi             |
| EC 1.14.99.2  | chinurenina 7,8-idrossilasi                      |
| EC 1.14.99.3  | eme ossigenasi                                   |
| EC 1.14.99.4  | progesterone monoossigenasi                      |
| EC 1.14.99.7  | squalene monoossigenasi                          |
| EC 1.14.99.9  | steroide 17alfa-monoossigenasi                   |
| EC 1.14.99.10 | steroide 21-monoossigenasi                       |
| EC 1.14.99.11 | estradiolo 6beta-monoossigenasi                  |
| EC 1.14.99.12 | androst-4-ene-3,17-dione monoossigenasi          |
| EC 1.14.99.14 | progesterone 11alfa-monoossigenasi               |
| EC 1.14.99.15 | 4-metossibenzoato monoossigenasi (O-demetilante) |
| EC 1.14.99.19 | plasmaniletanolammina desaturasi                 |
| EC 1.14.99.20 | fillochinone monoossigenasi (2,3-epossidante)    |
| EC 1.14.99.21 | Latia-luciferina monoossigenasi (demetilante)    |
| EC 1.14.99.22 | ecdisone 20-monoossigenasi                       |
| EC 1.14.99.23 | 3-idrossibenzoato 2-monoossigenasi               |
| EC 1.14.99.24 | steroide 9alfa-monoossigenasi                    |
| EC 1.14.99.26 | 2-idrossipiridina 5-monoossigenasi               |
| EC 1.14.99.27 | juglone 3-monoossigenasi                         |
| EC 1.14.99.28 | linaloolo 8-monoossigenasi                       |
| EC 1.14.99.29 | deossiipusina monoossigenasi                     |
| EC 1.14.99.30 | Carotene 7,8-desaturasi                          |
| EC 1.14.99.31 | miristoil-CoA 11-(E) desaturasi                  |
| EC 1.14.99.32 | miristoil-CoA 11-(Z) desaturasi                  |
| EC 1.14.99.33 | delta12-acido grasso deidrogenasi                |
| EC 1.14.99.34 | monoprenil isoflavone epossidasi                 |
| EC 1.14.99.35 | tiofene-2-carbonil-CoA monoossigenasi            |
| EC 1.14.99.36 | beta-carotene 15,15'-monoossigenasi              |
| EC 1.14.99.37 | taxadiene 5alfa-idrossilasi                      |
| EC 1.14.99.38 | colesterolo 25-idrossilasi                       |